# Kinostudija Gor'kogo
Il Kinostudija imeni Gor'kogo (in russo Киностудия имени Горького?), noto anche come Kinostudija Gor'kogo (in russo Киностудия Горького?) o Studio Gor'kij, è una casa di produzione cinematografica russa fondata a Mosca nel 1915. Alla fine dell'Unione Sovietica, lo studio aveva prodotto più di 1 000 film. Molti dei classici della cinematografia sovietica e russa sono stati girato dallo Studio Gor'kij e alcuni di questi sono stati premiati a vari festival cinematografici.
Il Gor'kij è dotato di uno studio televisivo nonché di strumenti e apparecchiature digitali per la post-produzione.

## Storia

### Tovariščestvo «Rus’»
Nel 1915, Michail Trofimov, un mercante di Kostroma, e l'ingegnere Moisej Alejnikov fondarono la casa di produzione cinematografica Tovariščestvo «Rus’» (in russo Товарищество «Русь»?) e nel 1916 furono costruiti gli studi nella Butyrskaja ulica di Mosca. All'inaugurazione del primo teatro di posa, Trofimov disse:
Il Rus' impiegò molti attori provenienti dal Teatro d'arte di Mosca di Konstantin Stanislavskij e si specializzò negli adattamenti cinematografici di classici russi, come Polikuška (tratto dall'omonimo romanzo di Lev Tolstoj). Tra i registi più importanti che avevano collaborato con lo studio vi erano Nikolaj Malikov, Władysław Starewicz, Jurij Željabužskij e Aleksandr Sanin.
Tra il 1918 e il 1920, la produzione dei film venne trasferita alle filiali di Odessa e Jalta, in Crimea.

### Mežrabpom-Rus'
Nel 1922, Alejnikov e il comunista tedesco Willi Münzenberg collaborarono per rifondare l'azienda e nel 1924 nacque la Meždunarodnaja rabočaja pomošč’ (in russo Международная рабочая помощь?), abbreviato in Mežrabpom-Rus' (in russo Межрабпом-Русь?), mentre nello stesso anno Trofimov tornò in Unione Sovietica dall'Ucraina. Nel 1924, furono aperte anche delle sedi a Berlino.
Nel 1924, lo studio realizzò il primo film di fantascienza sovietico, Aėlita, diretto da Jakov Protazanov (tornato da poco dalla Francia) e basato sull'omonimo romanzo di Aleksej Tolstoj. La pellicola non venne tuttavia esportata per via di una decisione del Comitato centrale del Partito comunista di tutta l'Unione (bolscevico) presa il 3 dicembre dello stesso anno.

### Mežrabpomfil'm

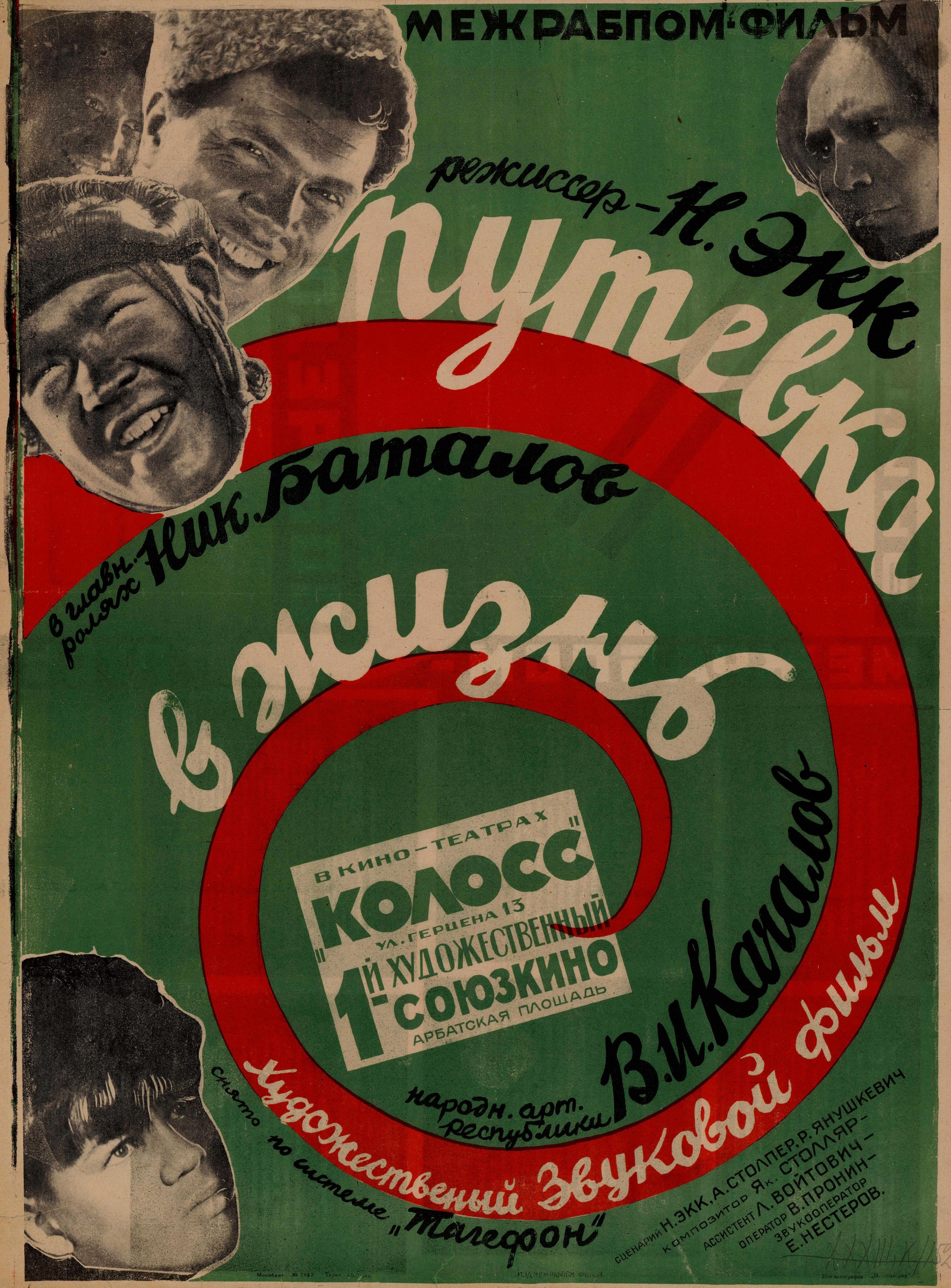
Locandina sovietica del film Il cammino verso la vita del (1931).

Nel 1928, lo studio venne rinominato Mežrabpomfil'm (in russo Межрабпомфильм?) e produsse il film Tempeste sull'Asia di Vsevolod Pudovkin. Nel 1931, la casa di produzione realizzò il primo film sonoro sovietico, Il cammino verso la vita di Nikolaj Ekk: nel 1926, l'ingegnere Pavel Tager aveva infatti progettato con i suoi assistenti alla Mežrabpomfil'm uno dei primi sistemi sovietici per il cinema sonoro, il Tagefon, na lo brevettò soltanto nel 1928.
La compagnia produsse classici del cinema rivoluzionario, come La fine di San Pietroburgo (1927) di Vsevolod Pudovkin, mentre tra gli altri film importanti prodotti dallo studio vi sono La ragazza con la cappelliera (1927) di Boris Barnet, Tempeste sull'Asia di Pudovkin (1928), e Rvanye bašmaki (1933), un film drammatico di Margarita Barskaja ambientato nel periodo in cui i nazisti presero il potere nella Repubblica di Weimar.

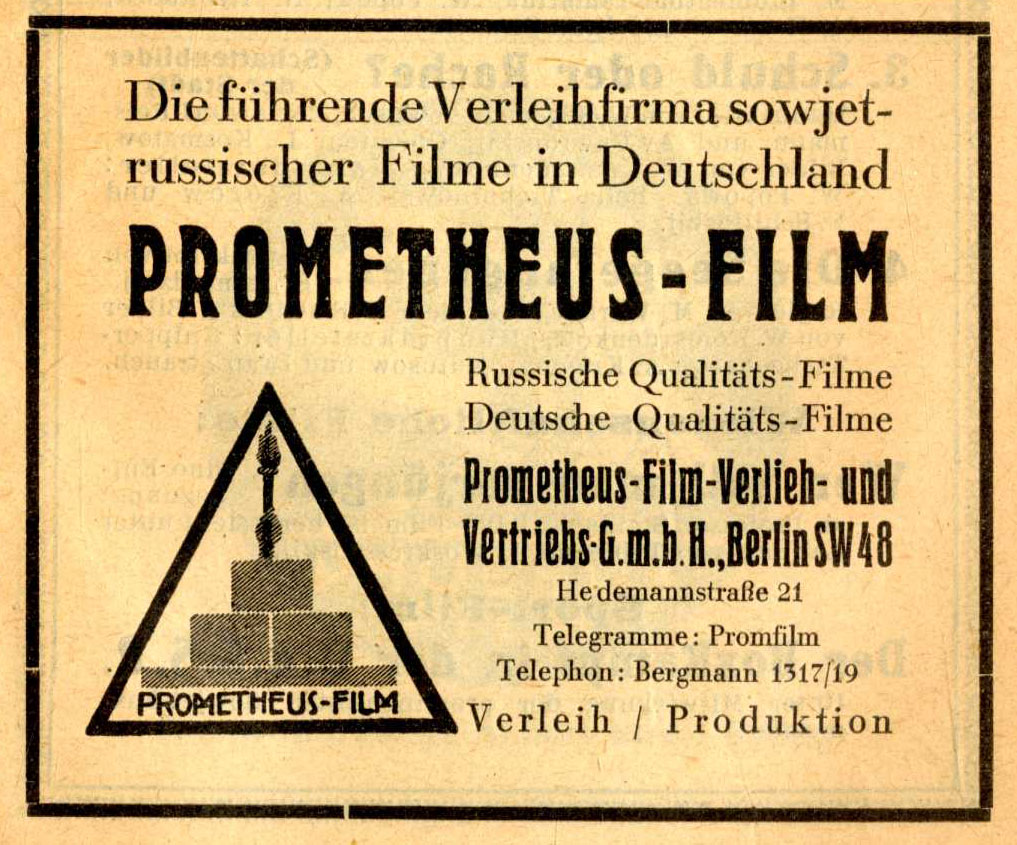
Manifesto pubblicitario della Prometheus Film, 1928.

Il ramo tedesco Prometheus Film produsse film dalle tematiche sociali come le opere di Phil Jutzi, Jenseits der Strasse (1929) di Leo Mittler, Kuhle Wampe (1932) di Slatan Dudow, come anche due co-produzioni con la Mežrabpomfil'm, prima di andare in bancarotta nel 1932.
Nel 1936, lo studio produsse Solovej-Solovuško, il primo film sovietico a colori.
Uno degli ultimi film dello studio è stato Kämpfer (in russo Борцы?, Borzy) di Gustav von Wangenheim, pellicola sulle lotte degli operai tedeschi contro le camicie brune e le SS naziste nel 1933. Il film venne realizzato da tedeschi che si erano rifugiati a Mosca per fuggire al regime di Hitler. Tuttavia, due attori furono arrestati durante le riprese e verso la fine del 1938 circa i due terzi della troupe venne arrestata.
Dopo aver prodotto 600 film, la collaborazione tra sovietici e tedeschi venne interrotta bruscamente dai regimi di Stalin e Hitler nel 1936.

### Sojuzdetfil'm
Nello stesso anno, la Mežrabpomfil'm venne rifondata come Sojuzdetfil'm (in russo Союздетфильм?): i primi film a uscire sotto il nuovo studio furono Ai-Gul' e Troe s odnoj ulicy, entrambi del 1936.
Durante la seconda guerra mondiale, nel 1941, la Sojuzdetfil'm venne spostata a Stalinabad, RSS Tagika, dove si fuse temporaneamente con la Tajikfilm.
Al termine del conflitto, sorse la questione di trasformare lo studio in un ramo della Mosfil'm. Ma il regista Mark Donskoj si rivolse al maresciallo Kliment Vorošilov dicendo:
Vorošilov riuscì a persuadere Stalin dal chiudere lo studio, che venne poi dedicato al noto scrittore e drammaturgo Maksim Gor'kij.

### Moskovskaja kinostudija imeni M. Gor'kogo
Nel 1948, lo studio tornò a Mosca con il nome Moskovskaja kinostudija imeni M. Gor'kogo (in russo Московской Киностудией им. М. Горького?). Nel 1963, il nome completo era Central'naja kinostudija detskich i junošeskich fil'mov im. M. Gor'kogo (in russo Центральная киностудия детских и юношеских фильмов им. М. Горького?).
Nel 1963, lo studio venne insignito dell'Ordine della Bandiera rossa del lavoro e cambiò nome in Central'naja ordena Trudovogo Krasnogo Znameni kinostudija detskich i junošeskich fil’mov imeni M. Gor'kogo (in russo Центральная ордена Трудового Красного Знамени киностудия детских и юношеских фильмов имени М. Горького?).
Nel 1974, lo studio ricevette l'Ordine della Rivoluzione d'ottobre e venne rinominato in Central'naja ordena Oktjabr'skoj Revoljucii i ordena Trudovogo Krasnogo Znameni kinostudija detskich i junošeskich fil'mov imeni M. Gor'kogo (in russo Центральная ордена Октябрьской Революции и ордена Трудового Красного Знамени киностудия детских и юношеских фильмов имени М. Горького?).
Nel 1975, lo Studio Gor'kij iniziò la serie di cinegiornali umoristici Eralaš dedicata ai bambini.
Nel 1988, durante la perestrojka e la glasnost', la casa di produzione distribuì il film La piccola Vera di Vasilij Pičul, la prima pellicola sovietica a contenere una scena di sesso nonché uno dei più grandi successi del cinema sovietico dopo Mosca non crede alle lacrime del 1979. Durante la 45ª Mostra internazionale d'arte cinematografica di Venezia, il regista venne insignito del premio FIPRESCI.
Dopo la dissoluzione dell'Unione Sovietica nel 1991, la casa ha continuato a produrre film e serie televisive per conto del governo della Federazione russa. Nel 2003 è stata ufficialmente privatizzata con il nome di AO TPO Central'naja kinostudija detskich i junošeskich fil'mov im. M. Gor'kogo (lo stesso usato nel 1963).
Nel 2015, in occasione del centenario dalla fondazione, lo studio ha realizzato una propria "Walk of Fame" chiamata Allei Zvëzd (in russo Аллеи Звёзд?, lett. "Via delle stelle"), dove sono ricordate le più importanti personalità del cinema sovietico che hanno lavorato con lo studio, tra cui Lev Kulešov, Vsevolod Pudovkin, Aleksandr Rou, Sergej Gerasimov, Vasilij Šukšin e Tat'jana Lioznova.
Nel maggio del 2018, la Rossijskij aukcionnyj dom ha annunciato la vendita di sette edifici dello Studio Gor'kij nonché di un terreno e un deposito per una superficie totale di 8693 m².

## Filmografia parziale

### Cinema
- Aėlita (1924)
- Mežplanetnaja revoljucija (1924)
- La madre (1926)
- La fine di San Pietroburgo (1927)
- Tempeste sull'Asia (1928)
- Il cammino verso la vita (1931)
- Tre canti su Lenin (1934)
- Vosstanie rybakov (1934)
- Solovej-Solovuško (1936)
- Trilogia di Gor'kij:
  - L'infanzia di Gor'kij (1938)
  - Fra la gente (1939)
  - Le mie università (1940)
- Morozko (1964)
- Mne dvadcat' let (1965)
- La commissaria (1967)
- Tajna gornogo podzemel'ja (1975)
- Per aspera ad astra (1981)
- Šestoj (1981)
- Mednyj angel (1984)
- La piccola Vera (1988)
- Podzemel’e ved’m (1989)
- Knjaz' Udača Andreevič (1989)
- Vosem' s polovinoj dollarov(1999)
- Ar’e (2004)
- Vij (2013)

### Televisione
- 17 momenti di primavera (1973)
- Gost'ja iz buduščego (1985)